# Reinøya (Sør-Varanger)
Pour les articles homonymes, voir Reinøya.
Reinøya (same: Ođag) est une île norvégienne appartenant à la commune de Sør-Varanger du comté de Finnmark. Elle est étendue sur 3.35 km².
Reinøya est située dans le Bøkfjorden. L'île est inhabitée.